# Condado de Madison (Nebraska)
El condado de Madison (en inglés, Madison County) es un condado del estado de Nebraska, Estados Unidos. Tiene una población estimada, a mediados de 2021, de 35 337 habitantes.
La sede del condado es Madison, aunque la ciudad más grande es Norfolk.

## Geografía
Según la Oficina del Censo, el condado tiene una superficie total de 1490 km², de los que 1483 km² son tierra y 7 km² son agua.

## Condados adyacentes
- Condado de Wayne - noreste
- Condado de Stanton - este
- Condado de Platte - sur
- Condado de Boone - suroeste
- Condado de Antelope - noroeste
- Condado de Pierce - norte

## Demografía
Según el censo del 2000, los ingresos medios de los hogares del condado eran de $35,807 y los ingresos medios de las familias eran de $45,073. Los hombres tenían ingresos anuales por $30,631 frente a los $21,343 que percibían las mujeres. Los ingresos por habitante eran de $16,804. Alrededor del 11.20% de la población estaba bajo el umbral de pobreza nacional.
De acuerdo con la estimación 2016-2020 de la Oficina del Censo, los ingresos medios de los hogares del condado son de $52,334 y los ingresos medios de las familias son de $70,228. Los ingresos per cápita en los últimos doce meses, medidos en dólares de 2020, son de $28,735. Alrededor del 14.3% de la población está bajo el umbral de pobreza nacional.

## Principales localidades
- Battle Creek
- Madison
- Meadow Grove
- Newman Grove (parcial)
- Norfolk
- Tilden (parcial)